# Chapulhuacán
Chapulhuacán är en ort i Mexiko.   Den ligger i kommunen Chapulhuacán och delstaten Hidalgo, i den sydöstra delen av landet, 190 km norr om huvudstaden Mexico City. Chapulhuacán ligger 942 meter över havet och antalet invånare är 3 501.
Terrängen runt Chapulhuacán är kuperad österut, men västerut är den bergig. Runt Chapulhuacán är det ganska tätbefolkat, med 60 invånare per kvadratkilometer. Närmaste större samhälle är Tamazunchale, 16,4 km nordost om Chapulhuacán. I omgivningarna runt Chapulhuacán växer i huvudsak städsegrön lövskog.